# Трофимов, Евгений Фёдорович
Евге́ний Фёдорович Трофи́мов (14 марта 1920, с. Паспаул, ныне Республика Алтай — 18 августа 1981, Краснодарский край) — помощник штурмана 148-го гвардейского истребительного авиационного полка 148-й истребительной авиационной дивизии Войск ПВО страны. Гвардии полковник. Герой Советского Союза.

## Биография
Родился 14 марта 1920 года в селе Паспаул ныне Республики Алтай в семье служащего. Русский. Окончил с отличием среднюю школу на станции Клюквенная, 3 курса Московского историко-архивного института и аэроклуб.
В Красной Армии с 1940 года. Участвовал в советско-финской войне 1939—1940 годов в качестве снайпера лыжного батальона. В 1941 году окончил Борисоглебскую военно-авиационную школу пилотов. Член ВКП(б)/КПСС с 1941 года.
Участник Великой Отечественной войны с января 1942 года. Сражался на Сталинградском фронте, участвовал в битве на Курской дуге, в Корсунь-Шевченковской и Львовско-Сандомирской операциях.
Помощник штурмана 148-го гвардейского истребительного авиационного полка гвардии капитан Е. Ф. Трофимов к апрелю 1944 года в 20 воздушных боях по данным наградного листа сбил лично 14 и в группе 3 самолёта противника (согласно исследованию М. Ю. Быкова, из них подтверждаются документально 10 личных и 2 групповых победы).
В районе Корсунь-Шевченковского гвардии капитан Трофимов в воздушных боях сбил 3 фашистских самолёта и 1 уничтожил на земле, сжёг 15 автомашин, 25 повозок с грузами, рассеял и уничтожил до роты гитлеровской пехоты.
Указом Президиума Верховного Совета СССР от 22 августа 1944 года за образцовое выполнение боевых заданий командования на фронте борьбы с немецко-фашистскими захватчиками и проявленные при этом мужество и героизм, гвардии капитану Евгению Фёдоровичу Трофимову присвоено звание Героя Советского Союза с вручением ордена Ленина и медали «Золотая Звезда».
К концу войны гвардии майор Е. Ф. Трофимов совершил 376 успешных боевых вылетов на истребителях МиГ-3, Як-1, Як-7 и Як-9, в 26 воздушных боях сбил лично 13 и в группе 4 самолётов противника.
После войны продолжал службу в ВВС СССР. Летал на реактивных и сверхзвуковых самолётах. В 1952 году окончил Военно-воздушную академию. Служил в Йошкар-Оле, Приозёрске Казахской ССР, Новосибирске. В 1970—1972 годах — начальник Армавирского высшего военного авиационного училища. С 1972 года гвардии полковник Е. Ф. Трофимов — в запасе. Работал преподавателем в ГПТУ № 5. Жил в городе Армавир Краснодарского края. Скончался 18 августа 1981 года. Похоронен на Городском кладбище в Армавире.
Заслуженный военный лётчик СССР (1968). Награждён орденом Ленина, тремя орденами Красного Знамени, двумя орденами Красной Звезды, медалями.
В посёлке Поспаул его имя носит улица и школа. ГПТУ № 5, в котором долгое время работал Герой, решением городской Думы в 2004 году присвоено имя Героя Советского Союза Е. Ф. Трофимова.